# Tonna tessellata
Tonna tessellata is een slakkensoort uit de familie van de Tonnidae. De wetenschappelijke naam van de soort is voor het eerst geldig gepubliceerd in 1816 door Lamarck.

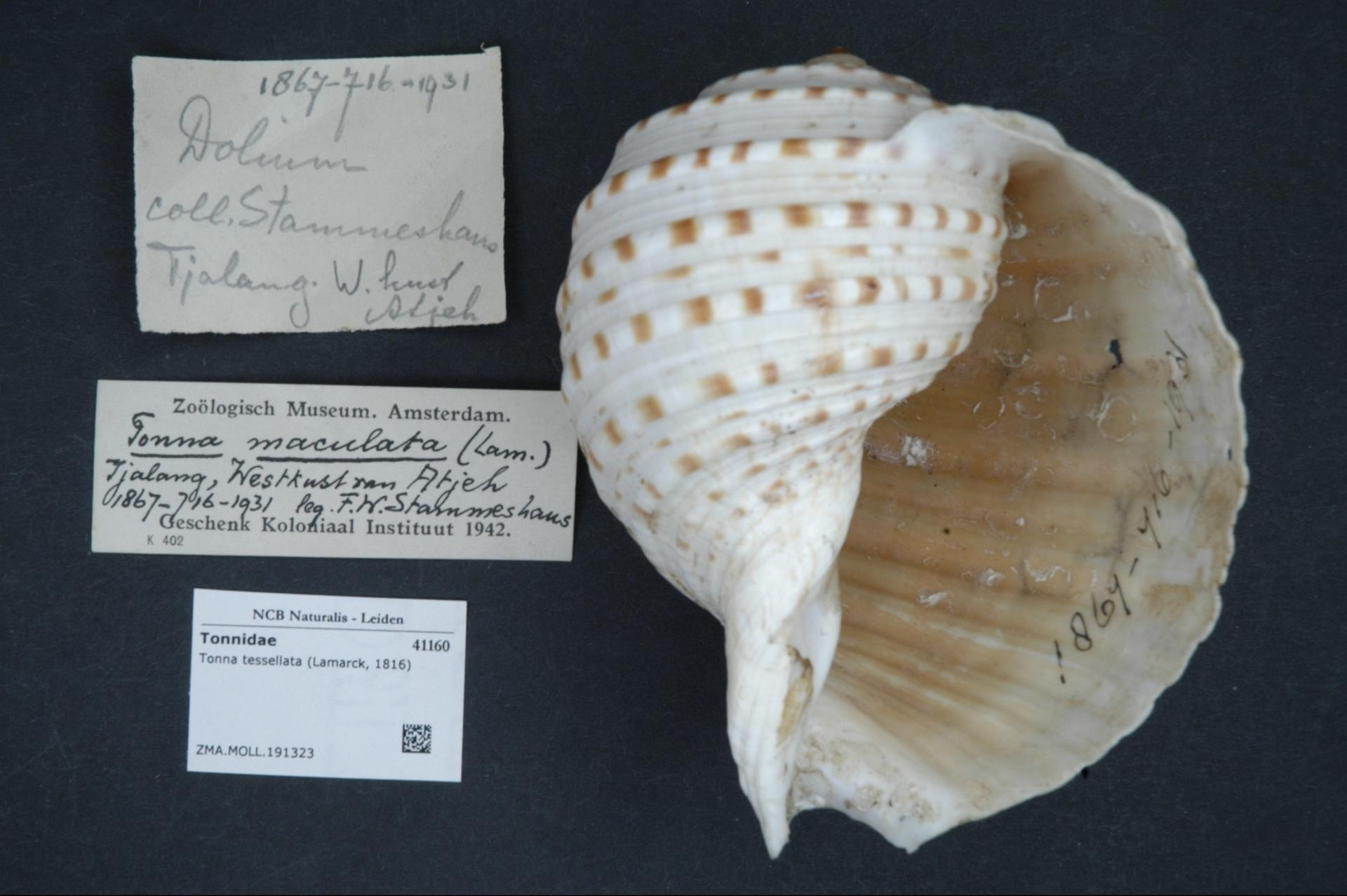
Museumexemplaar. Naturalis